# 3214 Makarenko
3214 Makarenko è un asteroide della fascia principale. Scoperto nel 1978, presenta un'orbita caratterizzata da un semiasse maggiore pari a 3,0118973 UA e da un'eccentricità di 0,0591804, inclinata di 11,51063° rispetto all'eclittica.